# HD17835
GSC51-146-1 є подвійною зорею, що знаходиться  у сузір'ї Кит.
Дана подвійна система має видиму зоряну величину в смузі V приблизно 9,0.

## Подвійна зоря
Головна зоря цієї системи належить до хімічно пекулярних зір й має спектральний клас A4.
В той же час спектральний клас іншої компоненти залишається  ще не визначеним.

## Пекулярний хімічний вміст
Зоряна атмосфера GSC51-146-1 має підвищений вміст 
Cr
.